# Clavisybra strandiella
Clavisybra strandiella là một loài bọ cánh cứng trong họ Cerambycidae.